# Monitoire à fin de révélations
Le monitoire à fin de révélations est une procédure judiciaire de l'Ancien Régime (réintroduite un court temps sous le Consulat et le Premier Empire) destinée à obtenir des témoignages supplémentaires lorsque ceux disponibles s'avèrent inexistants ou non concluants dans le cadre d'un procès criminel.
Inspiré du droit canonique et de certaines pratiques ecclésiastiques, le monitoire est apparu dans le droit pénal au XVIe siècle, avant d'être précisément réglementé par l'ordonnance criminelle de 1670, en vigueur jusqu'à la Révolution. Il consiste à s'appuyer sur le clergé paroissial, principalement les curés, qui doivent à cette occasion fulminer une injonction à leurs paroissiens de témoigner, sous peine d'excommunication. Demandé par le procureur du roi ou par le magistrat instructeur, ou par les justiciables eux-mêmes, il associe donc l'Église à la justice royale, sans que le clergé puisse se dérober, sous peine de saisie de revenus en cas de refus. Il constitue un moyen de pression pour l'obtention des preuves testimoniales auprès de personnes intimidées par la crainte des représailles, par la solidarité socio-communautaire ou par la distance avec l'appareil de justice.
Décrié par une partie du clergé et, surtout, par les philosophes (comme Voltaire, toujours prompt à dénigrer l'institution religieuse, qui y voit une incitation par l'Église à faire « l'infâme métier de délateur »), voire, plus rarement, par une partie du corps de la magistrature, le monitoire fait montre d'une sérieuse efficacité jusqu'à la fin de l'Ancien Régime. Plus que sur la peur de l'excommunication (utilisée intensivement au Moyen Âge, mais très peu durant les deux derniers siècles de l'Ancien Régime, elle n'intimide plus), sa réussite repose sur la force de persuasion des curés, à une époque où la Réforme catholique et la monarchie absolue font du bas clergé un élément incontournable de la vie religieuse et administrative. C'est en effet l'époque où les prêtres sont sollicités par le pouvoir politique pour servir de relais à son autorité, dans le contrôle des sujets, des enquêtes agronomiques et démographiques, la distribution de médicaments, etc.
En principe limité aux crimes graves et aux scandales publics, le monitoire est en réalité de plus en plus demandé, notamment par les victimes, pour régler les petites infractions du monde urbain et plus encore dans les campagnes ; ce qui explique son succès auprès des populations[pas clair], qui n'hésitent pas à le réclamer avant même que la procédure s'avère infructueuse. Les trois quarts des monitoires sont de fait, au XVIIIe siècle, le fruit d'une demande des justiciables, ce qui explique sans doute le peu de critiques formulées à l'encontre de cette procédure dans les cahiers de doléances en 1789.

## Source du droit
Le monitoire est réglé par le titre VII de l'ordonnance criminelle de 1670.

## Contenu
Le contenu d'un monitoire doit être anonyme. Il doit aussi décrire les faits avec la sobriété convenant à un texte qui doit être lu par un curé devant sa paroisse. À cet égard, Arlette Lebigre donne l'exemple d'un monitoire rédigé en 1709 par le procureur général du parlement d'Aix, auquel le chancelier de France reproche de manquer de pudeur dans l'exposé des détails d'un viol. 